# Grupo JMalucelli
O Grupo JMalucelli é um grupo empresarial e conglomerado de mídia paranaense fundado em 1966. Desde sua fundação é dirigido pelo seu presidente-fundador, Joel Malucelli. O grupo possui mais de 40 empresas, atuando desde a construção pesada até meios de comunicação, intercalando usinas hidrelétricas, sistema financeiro, futebol entre outros.